# Річард Каупер
Річард Каупер (англ. Richard Cowper) (справжнє ім'я — Джон Міддлтон Маррі-молодший (англ. John Middleton Murry Jr.); 9 травня 1926 — 29 квітня 2002) — британський письменник у жанрі наукової фантастики та фентезі, також відомий під своїм псевдонімом Колін Маррі (англ. Colin Murry), під яким публікував реалістичні твори.

## Біографія
Джон Міддлтон Маррі-молодший народився 9 травня 1926 року у селі Ебботсбері, Англія, Велика Британія, у сім'ї письменника Джона Міддлтона Маррі та його другої дружини Вайолет Ле Мейстр. Його мати захворіла легеневим туберкульозом коли йому було 8 місяців і померла незадовго до того, як йому виповнилося п'ять років. Його бабуся називала його Коліном, це ім'я він потім використовував у якості псевдоніма.
Каупер відвідував Рендкомб-коледж, прогресивну школу у Глостерширі. 1944 року він записався до Королівського військово-морського флоту Великої Британії та подавав заявку на приєднання до Повітряних сил флоту Великої Британії, але його не прийняли через поганий зір, тому він ніколи не був у бою.
Після війни він читав лекції з давньоанглійської та англійської мови у Брейсноуз коледжі, Оксфорд, який закінчив у 1949 році. Він зустрів Рут Джезірскі (англ. Ruth Jezierski) і одружився з нею 1949 року. У них було дві доньки.
Письменник помер 29 квітня 2002 року, через чотири тижні після смерті своєї дружини, від розбитого серця, як вважають їхні доньки, згідно з давнім другом Каупера, письменником Крістофером Прістом.

## Кар'єра
У 1954 році Каупер закінчив писати свій перший роман «Золота долина» (англ. The Golden Valley), який був автобіографічним, але роман був опублікований у 1958 році під псевдонімом Колін Маррі. Публікація була відкладена через різьку критику батька, якому він показав роман після закінчення. Після цього було опубліковано ще три романи під тим самим псевдонімом, останній у 1972 році.
У 1960-х роках Каупер почав писати науково-фантастичні та фентезійні твори під псевдонімом Річард Каупер, які досягли значної популярності. Читачам подобалися його тонкі, ліричні та зворушливі історії, але деякі науково-фантастичні критики буле менш вражені. Мартін Аміс написав серію різких рецензій на книги Каупера, на що той знизав плечима та сказав «Він також виріс з відомим батьком!».
Його літературний стиль часто був спрямований на безпосереднє сильне почуття з невеличкою кількістю іронії та цинізму. Він припинив писати у 1986 році, заявивши, що йому більше нічого сказати, та почав займатися реставрацією стільців Вікторіанської епохи.

## Вибрані твори

### Під псевдонімом Колін Маррі
- 1953 — «Золота долина» (англ. The Golden Valley)
- 1960 — «Спогади привида» (англ. Recollections of a Ghost)
- 1961 — «Шлях до моря» (англ. A Path to the Sea)
- 1972 — «Особистий вид» (англ. Private View)

### Під псевдонімом Річард Каупер
- 1967 — «Фенікс» (англ. Phoenix)
- 1967 — «Прорив» (англ. Breakthrough)
- 1971 — «Доміно» (англ. Domino)
- 1972 — «Глухий кут» (англ. Kuldesak)
- 1972 — «Клон» (англ. Clone)
- 1973 — «Час, що збожеволів» (англ. Time Out of Mind) з В. Р. Каупер(англ. W. R. Cowper)
- 1974 — «Сутінки Бріарею» (англ. The Twilight of Briareus)
- 1974 — «Окремі світи» (англ. Worlds Apart)
- 1979 — «Профундіс» (англ. Profundis)
- «Білий птах близькості» (англ. The White Bird of Kinship)
  - 1978 — «Шлях до Корлі» (англ. The Road to Corlay)
  - 1981 — «Мрія про близькість» (англ. A Dream of Kinship)
  - 1982 — «Гобелен часу» (англ. A Tapestry of Time)
- 1986 — «Відтінки темряви» (англ. Shades of Darkness)

### Автобіографії
- 1975 — «Плескати однією рукою: мемуари дитинства» (англ. One Hand Clapping: a memoir of childhood)
- 1977 — «Тіні на траві» (англ. Shadows on the Grass)

### Збірки оповідань
- 1976 — «Хранителі» (англ. The Custodians)
- 1980 — «Павутиння мага» (англ. The Web of the Magi)
- 1980 — «Туди, куди пливуть великі кораблі» (англ. Out There Where the Big Ships Go)
- 1984 — «Титонський фактор» (англ. The Tithonian Factor)
- 1986 — «Чарівні окуляри та інші історії» (англ. The Magic Spectacles: And Other Tales)

## Визнання
- 1976 — номінація на премію «Неб'юла» за найкращу повість за «Сопілкар біля брам світанку» (англ. Piper at the Gates of Dawn)
- 1977 — номінація на премію «Г'юго» за найкращу повість за «Сопілкар біля брам світанку» (англ. Piper at the Gates of Dawn)
- 1979 — номінація на премію «Неб'юла» за найкращий роман за «Шлях до Корлі» (англ. The Road to Corlay)